# Monsù Desiderio
Monsù Desiderio est un pseudonyme pour les peintres lorrains François de Nomé et Didier Barra, actifs au XVIIe siècle en Italie.

## Contexte

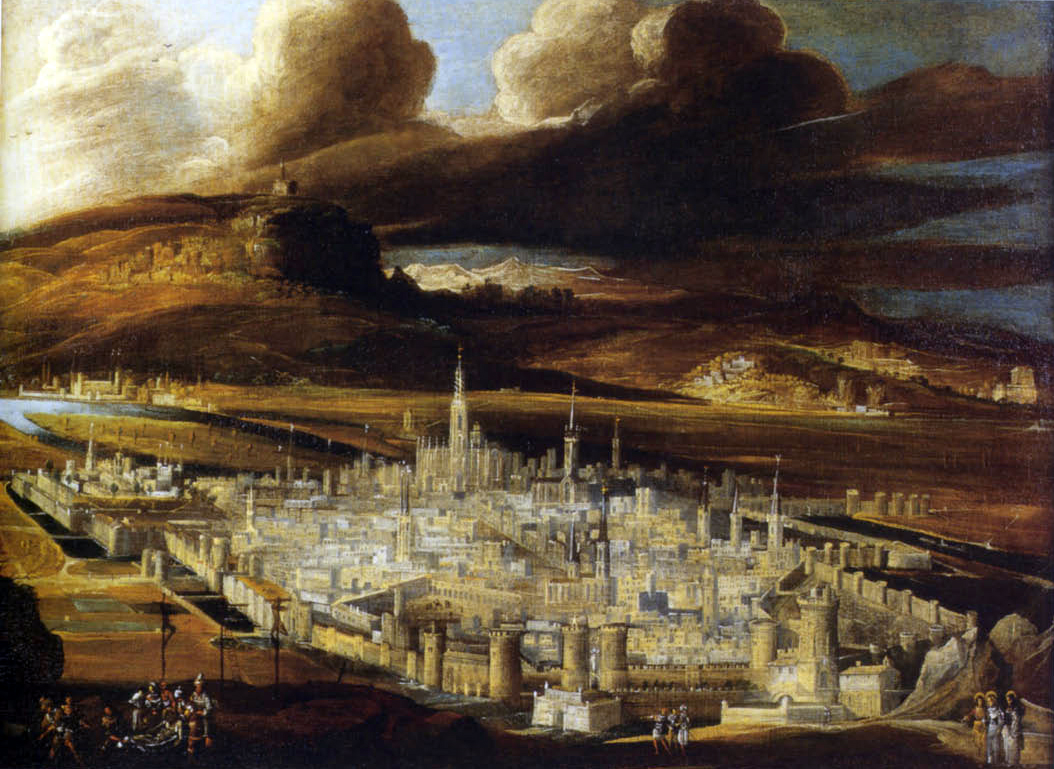
Vue de Metz et descente de croix par Didier Barra et François de Nomé. Collection privée.

Derrière le pseudonyme Monsù Desiderio (Monsieur Didier en napolitain) se cachent François de Nomé et Didier Barra,, peintres nés à Metz à la fin du XVIe siècle et installés à Naples pendant la première moitié du XVIIe siècle. Les deux auteurs ont laissé des œuvres énigmatiques et surprenantes, montrant des ruines, des cataclysmes et des architectures fantastiques. Les sujets des tableaux puisent leurs sources dans la Rome Antique, l'Ancien Testament, le Nouveau Testament, Naples, Venise ou encore Metz. Monsù Desiderio fut considéré par André Breton, qui ignorait l’existence des deux peintres, comme un précurseur du surréalisme.
Pourtant, la vie des deux hommes reste très mal connue et leur œuvre colossale comporte encore des zones d'ombre. En 2005, l'exposition des Musées de la Cour d'Or de Metz a permis de lever le voile sur une partie de leurs œuvres.

## Postérité
Une rue Monsú Desiderio existe dans le quartier de Metz-Queuleu.